# 翼平鮋
翼平鮋，為輻鰭魚綱鮋形目鮋亞目平鮋科的其中一種，為亞熱帶海水魚，分布於東太平洋阿拉斯加至墨西哥下加利福尼亞海域，棲息深度0-838公尺，體長可達76公分，棲息在礁石區底層水域，成群活動，仔魚具漂浮性，卵胎生，以磷蝦及小魚為食，生活習性不明，可做為食用魚及觀賞魚，具有毒性。